# 파울 키프코에치
파울 키프코에치(1963년 1월 6일 - 1995년 3월 16일)는 케냐의 육상 선수였다. 그는 1987년 세계 선수권 대회 10000m 경기에서 우승했다. 키프코에치는 캅사벳에서 태어났다. 그는 1988년에 질병으로 은퇴했다. 그는 1995년에 겨우 32세의 나이로 엘도렛 병원에서 사망했다.